# Beautiful Imperfection
Albums de Aṣa
Live in Paris
(2009) Bed of stone
(2014)
Singles
1. Be My Man
Sortie : 2010
2. Dreamer Girl
Sortie : 2011
3. Why Can't We
Sortie : 2011

Beautiful Imperfection est le deuxième album studio de la chanteuse et auteure-compositrice franco-nigériane Aṣa, sorti en 2010. Il a été composé en collaboration avec le compositeur et musicien français Nicolas Mollard.

## Liste des titres
Toutes les chansons sont écrites et composées par la collaboration de Aṣa, Nicolas Mollard pour les titres 1,2,3,5,8,9 et Cobhams Asuquo pour le titre 6.
| 1.    | Why Can't We   | 3:44 |
| 2.    | Maybe          | 4:16 |
| 3.    | Be My Man      | 3:43 |
| 4.    | Preacher Man   | 4:45 |
| 5.    | Bimpé          | 3:27 |
| 6.    | The Way I Feel | 5:02 |
| 7.    | OK OK          | 3:52 |
| 8.    | Dreamer Girl   | 3:40 |
| 9.    | Oré            | 4:40 |
| 10.   | Baby Gone      | 4:34 |
| 11.   | Broda Olé      | 3:55 |
| 12.   | Questions      | 4:05 |
| 49:43 |                |      |

| Titre bonus - Édition numérique (15 octobre 2010) | Titre bonus - Édition numérique (15 octobre 2010) | Titre bonus - Édition numérique (15 octobre 2010) | Titre bonus - Édition numérique (15 octobre 2010) | Titre bonus - Édition numérique (15 octobre 2010) | Titre bonus - Édition numérique (15 octobre 2010) | Titre bonus - Édition numérique (15 octobre 2010) | Titre bonus - Édition numérique (15 octobre 2010) | Titre bonus - Édition numérique (15 octobre 2010) | Titre bonus - Édition numérique (15 octobre 2010) |
| No                                                | Titre                                             | Durée                                             |                                                   |                                                   |                                                   |                                                   |                                                   |                                                   |                                                   |
| ------------------------------------------------- | ------------------------------------------------- | ------------------------------------------------- | ------------------------------------------------- | ------------------------------------------------- | ------------------------------------------------- | ------------------------------------------------- | ------------------------------------------------- | ------------------------------------------------- | ------------------------------------------------- |
| 13.                                               | Bamidélé                                          | 4:05                                              |                                                   |                                                   |                                                   |                                                   |                                                   |                                                   |                                                   |
| 53:27                                             |                                                   |                                                   |                                                   |                                                   |                                                   |                                                   |                                                   |                                                   |                                                   |

| Titres bonus - Réédition numérique et CD États-Unis (1er avril 2011) | Titres bonus - Réédition numérique et CD États-Unis (1er avril 2011) | Titres bonus - Réédition numérique et CD États-Unis (1er avril 2011) | Titres bonus - Réédition numérique et CD États-Unis (1er avril 2011) | Titres bonus - Réédition numérique et CD États-Unis (1er avril 2011) | Titres bonus - Réédition numérique et CD États-Unis (1er avril 2011) | Titres bonus - Réédition numérique et CD États-Unis (1er avril 2011) | Titres bonus - Réédition numérique et CD États-Unis (1er avril 2011) | Titres bonus - Réédition numérique et CD États-Unis (1er avril 2011) | Titres bonus - Réédition numérique et CD États-Unis (1er avril 2011) |
| No                                                                   | Titre                                                                | Durée                                                                |                                                                      |                                                                      |                                                                      |                                                                      |                                                                      |                                                                      |                                                                      |
| -------------------------------------------------------------------- | -------------------------------------------------------------------- | -------------------------------------------------------------------- | -------------------------------------------------------------------- | -------------------------------------------------------------------- | -------------------------------------------------------------------- | -------------------------------------------------------------------- | -------------------------------------------------------------------- | -------------------------------------------------------------------- | -------------------------------------------------------------------- |
| 13.                                                                  | Iba                                                                  | 3:42                                                                 |                                                                      |                                                                      |                                                                      |                                                                      |                                                                      |                                                                      |                                                                      |
| 14.                                                                  | Bamidélé                                                             | 4:05                                                                 |                                                                      |                                                                      |                                                                      |                                                                      |                                                                      |                                                                      |                                                                      |
| 57:17                                                                |                                                                      |                                                                      |                                                                      |                                                                      |                                                                      |                                                                      |                                                                      |                                                                      |                                                                      |

## Crédits

### Membres du groupe
- Aṣa : chant
- Nicolas Mollard : guitare électrique et acoustique, guitare slide
- Éric Sauviat : guitare slide, mandoline, guitares électrique et acoustique
- Laurent Vernerey : basse
- Régis Ceccarelli : batterie
- Roman Chelminski : guitares électrique et acoustique, banjo, cabasa
- Benjamin Constant : piano, piano électrique (Rhodes), orgue Hammond B-3, bugle, basse, mandoline
- Nicolas Montazaud : percussions, tambourin
- Janet Nwose : chœurs
- Aya Hasegawa-Sabouret, Jacques Gandard : violons
- Robin Defives : violoncelle
- Julien Gaben : alto
- Julien Chirol : trombone

### Équipes technique et production
- Pré-production, conception, direction musicale, composition : Nicolas Mollard
- Production, arrangements, ingénierie, programmation, arrangements des cordes et des vents : Benjamin Constant
- Mastering : Bruno Gruel
- Mixage : Tchad Blake
- Direction artistique : Aurélie Ullrich
- A&R : Michaëlle Roch
- Photographie : Jean-Baptiste Mondino
- Artwork : Grande Surface